# 대한민국의 중학교 교과목
대한민국의 중학교 교과목은 대한민국의 중학교에서 배우는 교과목으로 크게 교과와 창의적 체험활동으로 분류되고, 매 교시당 수업 시간은 45분이다.

## 현재의 교과목
대한민국의 2015 개정 교육과정에 따른 중학교 교육과정(국가교육과정)의 편제는 국민공통기본교육과정 아래 교과활동 및 창의적 체험활동으로 구분되며 그 세부 과목은 다음과 같다. 2015 개정 교육과정이 적용되는 중이며, 적용되었다.
1. 뒤의 과목명은 교과서명
2. 교과서명 뒤의 숫자는 단계

### 2022 개정 교육과정
- 국어과 : 국어
- 사회과 : 사회, 역사, 도덕
- 수학과 : 수학
- 과학/기술·가정/정보과 : 과학, 기술·가정, 정보
- 체육과 : 체육
- 예술과 : 음악, 미술
- 영어과 : 영어

#### 선택 교과
- 한문
- 환경
- 생활외국어 : 생활 독일어, 생활 프랑스어, 생활 스페인어, 생활 중국어, 생활 일본어, 생활 러시아어, 생활 아랍어, 생활 베트남어
- 보건
- 진로와 직업

#### 창의적 체험활동
- 자율·자치 활동
- 동아리 활동 - 학교스포츠클럽 활동이 포함된다.
- 진로 활동

### 2015 개정 교육과정
- 국어과 : 국어 (1-1, 1-2, 2-1, 2-2, 3-1, 3-2)
- 사회과 : 사회 (①, ②), 역사(①, ②), 도덕 (①, ②)
- 수학과 : 수학 (1, 2, 3)
- 과학/기술·가정/정보과 : 과학 (1, 2, 3), 기술·가정 (①, ②), 정보
- 체육과 : 체육
- 예술과 : 음악 (①, ②), 미술 (①, ②)
- 영어과 : 영어 (1, 2, 3)

#### 선택 교과
- 한문
- 환경
- 생활외국어 : 독일어, 프랑스어, 스페인어, 중국어, 일본어, 러시아어, 아랍어, 베트남어
- 보건
- 진로와 직업

#### 창의적 체험활동
- 자율 활동
- 동아리 활동 - 학교스포츠클럽 활동이 포함된다.
- 봉사 활동
- 진로 활동

## 과거의 교과목

### 2009 개정 교육과정
2013년 입학생부터 2017년 입학생까지 적용되었다.
국어 과목이 대거 개편된 상황인데 중등 국어 및 생활국어 교과서가 하나로 통합되었고, 생활국어는 전면 폐지되었다. 수학 익힘책 및 영어 활동(English Activity) 교과서가 폐지되어 각 교과별로 단일화되었다. 종전 3년간 연속으로 사용되던 미술 교과서 이외에 음악, 체육, 한문 교과서가 종전 3권에서 1권으로 축소되어 단일 교과서의 연속 사용이 불가피해졌으며 기술·가정은 종전 3권에서 2권으로 축소되어 ①, ②로 개정이 되었다. 집중이수제 미실시 학교는 미술(2007 개정 포함), 음악, 체육, 한문 교과서의 경우 3년 연속 사용하여야 하며, 도덕 및 기술·가정 교과서는 1-2학년 또는 2-3학년 연속으로 사용하여야 하며, 집중이수제 대상학교라도 거의 대부분 이에 해당 또는 포함되는 실정이다. 역사의 경우 기존 상, 하에서 ①, ②로 대체, 사회 역시 1,3에서 ①, ②로 대체되었다. 국어의 경우 유일하게 학년 및 학기 구분 대신 학기별로 ①에서 ⑥까지 일련 번호가 부여되었으며, 수학, 과학, 영어도 1,2,3에서 ①, ②, ③으로 대체되었다. 기존 컴퓨터를 전면 개편한 정보 교과목이 추가되었다.
1. 뒤의 과목명은 교과서명
2. 교과서명 뒤의 숫자는 단계

- 국어과 : 국어 (①, ②, ③, ④, ⑤, ⑥)
- 사회과 : 사회 (①, ②), 역사 (①, ②), 도덕 (①, ②)
- 수학과 : 수학 (①, ②, ③)
- 과학/기술·가정과 : 과학 (①, ②, ③), 기술·가정 (①, ②)
- 체육과 : 체육
- 예술과 : 음악, 미술
- 영어과 : 영어 (①, ②, ③)

#### 선택 과목
- 한문
- 정보
- 환경과 녹색성장
- 생활외국어 : 독일어, 프랑스어, 스페인어, 중국어, 일본어, 러시아어, 아랍어, 베트남어
- 보건
- 진로와 직업

#### 창의적 체험활동
- 자율 활동
- 동아리 활동 - 학교스포츠클럽 활동이 포함된다.
- 봉사 활동
- 진로 활동

### 2007 개정 교육과정
대부분 과목의 경우 2010년 입학생부터 2012년 입학생까지 적용되었다. 단, 예외적으로 수학과 영어 과목 한정으로 2009년 입학생부터 2012년 입학생까지 적용되었다.
당시 국어 과목의 경우 7차 교육과정과 동일하게 교과서가 국어, 생활 국어 2권으로 제시되었다. 또한 수학 과목과 영어 과목에서는 본 교과서 외에도 각각 익힘책과 활동책(Activities)이 추가로 제시되었다. 단, 중등 국사 과목이 폐지 및 개편되어 역사 (상), (하)로 대체되었다. 사회는 1,3학년, 역사는 2,3학년 동안 배우는 것을 기본 원칙으로 채택하였다. 수학의 경우 단계별에서 학년별 체제로 전환되어 기존 수학 7-가~9-나에서 중등 수학 1(상)~3(하)로 개편되었다.
- 국어과 : 국어
- 도덕과 : 도덕
- 사회과 : 사회 (1, 3학년), 역사 (2~3학년)
- 수학과 : 수학
- 과학과 : 과학
- 실과(기술·가정)과 : 기술·가정
- 체육과 : 체육
- 음악과 : 음악
- 미술과 : 미술
- 외국어(영어)과 : 영어

#### 선택 교과 (재량 활동 포함)
- 한문과 : 한문
- 정보과 : 정보
- 환경과 : 환경
- 생활외국어과 : 독일어, 프랑스어, 스페인어, 중국어, 일본어, 러시아어
- 국민공통기본교과의 심화·보충 학습
- 보건
- 진로와 직업 (2011년부터 추가)

#### 특별 활동 (창의적 체험활동)
- 자치활동, 적응활동, 계발활동, 봉사활동, 행사활동

### 7차 교육과정
2001년 입학생부터 2009년 입학생까지 적용되었다. 기존 6차 교육과정의 기술·산업 과목과 가정 과목이 기술·가정 교과로 통합되었고, 국어 과목의 경우 교과서가 국어, 생활 국어 2권으로 제시되었다.
- 국어과 : 국어
- 도덕과 : 도덕
- 사회과 : 사회, 국사 (2~3학년)
- 수학과 : 수학 (7-가, 7-나, 8-가, 8-나, 9-가, 9-나)
- 과학과 : 과학
- 실과(기술·가정)과 : 기술·가정
- 체육과 : 체육
- 음악과 : 음악
- 미술과 : 미술
- 외국어(영어)과 : 영어 (7-a, 7-b, 8-a, 8-b, 9-a, 9-b)

#### 선택 교과 (재량 활동)
- 한문과 : 한문
- 컴퓨터과 : 컴퓨터
- 환경과 : 환경
- 생활외국어과 : 독일어, 프랑스어, 스페인어, 중국어, 일본어, 러시아어, 아랍어
- 국민공통기본교과의 심화·보충 학습

#### 특별 활동
- 자치활동, 적응활동, 계발활동, 봉사활동, 행사활동

### 6차 교육과정
1995년 입학생부터 2000년 입학생까지 적용되었다.
- 국어
- 도덕
- 사회, 국사 (2~3학년)
- 수학
- 과학
- 가정
- 기술·산업
- 체육
- 음악
- 미술
- 영어

#### 선택 교과
- 한문
- 컴퓨터
- 환경
- 기타 교과

#### 특별 활동
- 학급활동, 학교활동, 클럽활동

### 5차 교육과정
1989년 입학생부터 1994년 입학생까지 적용되었다.
- 국어
- 도덕
- 사회
- 국사 (2~3학년)
- 수학
- 과학
- 실업·가정
  - 기술·산업, 가정, 기술·가정 (1~2학년)
  - 농업, 공업, 상업, 수산업, 가사 (3학년)
- 체육
- 음악
- 미술
- 외국어(영어)

#### 특별 활동
- 학급활동, 학교활동, 전교 학생회활동, 학교 행사

### 4차 교육과정
1984년 입학생부터 1988년 입학생까지 적용되었다. (단, 도덕과 국사는 1982년 입학생부터 적용)
- 국어
- 도덕
- 사회
- 국사 (2~3학년)
- 수학
- 과학
- 실업·가정
  - 생활 기술 (남자), 가정 (여자) (1~2학년)
  - 농업, 공업, 상업, 수산업, 가사 (3학년)
- 체육
- 음악
- 미술
- 외국어(영어)

#### 특별 활동
- 학생회 활동, 클럽 활동, 학교 행사

### 3차 교육과정
1974년 입학생부터 1983년 입학생까지 적용되었다. (단, 수학, 과학, 체육, 음악, 미술, 실업·가정 중 가정(여자)은 1975년 입학생부터 적용)
- 국어
- 도덕
- 사회
- 국사 (2~3학년)
- 수학
- 과학
- 실업·가정
  - 기술 (남자), 가정 (여자) (1~2학년)
  - 농업, 공업, 수산업, 가사 (3학년)
- 체육
- 음악
- 미술
- 한문
- 외국어(영어)

#### 특별 활동
- 학급 활동, 클럽 활동, 학생회 활동

#### 전문 교과
- 체육중학교 과정
  - 체육중학교 필수: 체육 일반, 체조, 육상 경기, 구기(Ⅰ), 체력육성법
  - 체육중학교 선택: 구기(Ⅱ), 투기, 수상 경기, 빙상 경기, 사격, 무용

### 2차 교육과정
- 국어
- 사회
- 수학
- 과학
- 실업·가정
- 체육
- 음악
- 미술
- 외국어(영어)
- 반공·도덕생활
- 특별 활동

### 1차 교육과정
- 국어
- 수학
- 사회생활
- 과학
- 체육
- 음악
- 미술
- 실업.가정
- 선택 과목
  - 실업 과정
  - 외국어
  - 기타 교과

## 같이 보기
- 대한민국의 교육과정
- 고입선발고사
- 학교생활기록부
- 대한민국 중고등학교 기초한자 목록